# Heike Schulte-Mattler
Heike Schulte-Mattler (Oberhausen, 27 mei 1958) is een atleet uit Duitsland.
Op de Olympische Spelen van Los Angeles in 1984 loopt Schulte-Mattler de 400 meter en de 4x400 meter estafette. Op de estafette behaalt het West-Duitse estafette-team de bronzen medaille.
Schulte-Mattler zou vier jaar eerder al uitkomen op de Spelen in Moskou, maar mocht door de boycot van de Spelen niet afreizen.
In 1982 was ze nationaal kampioene 200 meter.